# シャーペンドース
シャーペンドース（オランダ語：Schapendoes オランダ語発音: [ˈsxaːpəndus]）は、オランダ原産の牧羊犬種のひとつである。ダッチ・シープドッグとも言い、またスハペンドゥス等とも表記される。
由来ははっきりしないが、1870年にはドッグショーに出場していたことが記録に残されている。ビアーデッド・コリーやジャーマン・シーププードル、プーリー、ブリアール、ベルガマスコ・シェパード・ドッグ、ポリッシュ・ローランド・シープドッグなどと血統的なかかわりがあるのではないかといわれている。
主に牧羊犬・護畜犬としてオランダの農場で広く使われていた。コートはコモンドールやベルガマスコ・シェパード・ドッグのように特異に発達していたわけではないが、長いシャギーコート（むく毛）が寒さや野獣の牙から身を守り、性格の扱いやすさと有能な牧羊能力が原産国内で人気を呼んで多く飼育されていた。しかし、第二次世界大戦の戦禍を大きく被って頭数が激減し、一時は絶滅宣言が発布され、犬種クラブが解散されてしまった時期もあった。尚、犬種クラブの解散は通常、クラブが擁護していた犬種の消滅、若しくはその見切りをつけられたことを意味している。
1940年にオランダの土着犬がどこの地域に何頭生存しているかなどを調査して分類が行なわれた際、偶然に生き残った純血のシャーペンドースが数頭発見された。これを機にシャーペンドースのブリーディングが再開され、犬種クラブが再結成された。1952年にオランダのケネルクラブでスタンダード（犬種基準）が定められ、1971年にFCIに公認犬種として登録された。
現在オランダでは最も人気のある犬種のひとつで、ドッグスポーツを行なったり、ペットとして飼育するために沢山飼われている。ただし、オランダ国とその周辺国以外ではあまり多く飼育されておらず、世界的にはまだ珍しい存在である。

## 特徴
長いシャギーコート（むく毛）が全身を覆っている。コートはウエーブがかっていて長く、厚いため防寒性や防御性が高い。毛色はブラック系の単色、ブラック・アンド・グレー、ブラック・アンド・ホワイトなど。口髭や顎鬚も長く、耳や尾にも飾り毛がある。耳は垂れ耳、尾は垂れ尾。筋肉質のややがっしりとした体格で、脚は短めだが、外見に反して非常に身体能力が高く走り回ることが大好きである。体高40〜51cm、体重15kg前後の中型犬で、性格は明るく従順、活発で人懐こく優しい。小さな子供や他の犬と遊ぶことも大好きで、攻撃的な性質をほとんど持っていない。唯一攻撃的になるのは家族が何者かに襲われた時のみで、それ以外は非常に温厚で友好的である。しつけの飲み込みや状況判断力も優れている。家庭犬によく向いた犬種ではあるが、運動量は多く、マンションなどの狭い場所での飼育には不向きである。かかりやすい病気はコートが目に入って起こる眼疾患、多湿の環境で飼育した際に地肌が蒸れて起こる皮膚疾患、運動のし過ぎにより起こりやすい関節疾患などがある。